# Vastagcsőrű füzike
A vastagcsőrű füzike (Phylloscopus schwarzi) a madarak osztályának verébalakúak (Passeriformes) rendjébe és a füzikefélék (Phylloscopidae) családjába tartozó faj.

## Rendszerezése
A fajt Gustav Radde német ornitológus írta le 1793-ban, a Sylvia nembe Sylvia (Phyllopneuste) Schwarzi néven.

## Előfordulása
Szibériában fészkel. Ázsia déli részébe vonul telelni. Európába kóborló példányai jutnak el. Természetes élőhelyei a tűlevelű- és mérsékelt övi erdők, gyepek és cserjések, lápok, mocsarak, folyók és patakok környékén.

### Kárpát-medencei előfordulás
Magyarországon rendkívül ritka kóborló, mindössze néhány előfordulása ismert őszi időszakban.

## Megjelenése
Testhossza 14 centiméter, testtömege 8-15 gramm. Világos szemöldöksávja és sötét szemsávja van.

## Életmódja
Rovarokkal táplálkozik.

## Szaporodása
A tajga sűrű aljnövényzetébe, a talajra fészkel, kedveli a folyó- és patakpartokat.

## Természetvédelmi helyzete
Az elterjedési területe rendkívül nagy, egyedszáma pedig stabil. A Természetvédelmi Világszövetség Vörös listáján mérsékelten fenyegetett fajként szerepel. Magyarországon védett, természetvédelmi értéke 10 000 Ft.